# Reeth, Fremington and Healaugh
Reeth, Fremington and Healaugh – civil parish w Anglii, w North Yorkshire, w dystrykcie (unitary authority) North Yorkshire. W 2011 civil parish liczyła 724 mieszkańców.